# Matões do Norte
Matões do Norte è un comune del Brasile nello Stato del Maranhão, parte della mesoregione del Norte Maranhense e della microregione di Itapecuru Mirim.